# Climat de la France
Le climat de la France est la distribution statistique des conditions de l'atmosphère terrestre sur le territoire national de la France, fondée sur les moyennes et la variabilité de grandeurs pertinentes pendant une période donnée, la période type de référence définie par l’Organisation météorologique mondiale étant de 30 ans. La caractérisation du climat est effectuée à partir de mesures statistiques annuelles et mensuelles sur des données atmosphériques locales : température, pression atmosphérique, précipitations, ensoleillement, humidité, vitesse du vent. Sont également pris en compte leur récurrence ainsi que les phénomènes exceptionnels.
Positionnée entre les latitudes 41° 19' N et 51° 04'N, la France métropolitaine est actuellement[C'est-à-dire ?] dans la zone tempérée, se caractérisant par des étés chauds et des hivers froids mais de façon modérée. On distingue dans cette classification les climats océanique (étés frais, hivers doux, fortes précipitations), continental (étés chauds, hivers froids, faibles précipitations), méditerranéen (étés chauds et secs, hivers doux, précipitations d’automne), montagnard (plus froid et plus humide que dans les plaines environnantes) et océanique altéré (une  zone de transition entre le climat océanique et les climats de montagne et le climat semi-continental). Les températures extrêmes enregistrées en France métropolitaine sont 46,0 °C à Vérargues le 28 juin 2019 et −36,7 °C à Mouthe le 13 janvier 1968.
Les climats de la France d'Outre-mer sont multiples et variés et dépendent de la position des territoires sur le globe, allant par exemple du type océanique froid pour les îles subantarctiques, au type maritime tropical pour les Antilles françaises, au type équatorial pour la Guyane ou au type maritime polaire pour Saint-Pierre-et-Miquelon. La Polynésie française, qui s'étend sur 20 degrés de latitude se décompose quant à elle en 5 types.
Ces climats ont beaucoup varié dans le passé, connaissant des périodes chaudes (les optimums) et froides (les âges glaciaires). Les paléoclimats, qui remontent aux temps géologiques, ont été marqués par une alternance de périodes glaciaires (80 000 ans environ) et chaudes (20 000 ans environ) selon une périodicité de l'ordre de 100 000 ans. La dernière période glaciaire est une période de refroidissement global, ou glaciation, qui caractérise la fin du Pléistocène sur l'ensemble de la planète. Elle commence il y a 115 000 ans et se termine il y a 11 700 ans, quand commence l'Holocène, qui constitue la période interglaciaire actuelle. Cette dernière est caractérisée par l'optimum climatique romain (−300 à +200), l'optimum climatique médiéval (900-1300), le Petit âge glaciaire (1300-1860). La période contemporaine (1860 à aujourd'hui) est marquée par la fin du petit âge glaciaire alpin (de 1860 à 1900-1910) puis par le début du réchauffement climatique.
Le sixième rapport d'évaluation du GIEC affirme avec certitude l'origine anthropique du réchauffement climatique déjà observable. La France métropolitaine actuelle est supérieure de 1,66 °C par rapport aux températures mesurées entre 1900 et 1930. 1,63 °C serait à attribuer uniquement à l’activité humaine. L’analyse de données de températures plus précises entre 2010 et 2019, montre que sur cette courte période, la France se réchauffe de 0,1 °C tous les 3 ans. Pour respecter les deux objectifs de l'accord de Paris sur le climat (réchauffement bien en dessous de 2 °C et de préférence limité à 1,5 °C), une réduction forte et immédiate des émissions de CO2 est indispensable, jusqu'à atteindre la neutralité carbone, seule à même de stopper le réchauffement. Diminuer les émissions des autres gaz à effet de serre, en particulier le méthane, est également pertinent. Pour répondre à cet objectif, la France, à travers sa politique climatique, déploie différentes stratégies d'atténuation et d'adaptation, avec des objectifs spécifiques comme la réduction des émissions de gaz à effet de serre de 40 % entre 1990 et 2030 (20 % en 2019) ou la réduction de la consommation énergétique finale de 50 % en 2050 par rapport à la référence 2012 en visant un objectif intermédiaire de 20 % en 2030.

## Paléoclimats

### Cycles de Milanković

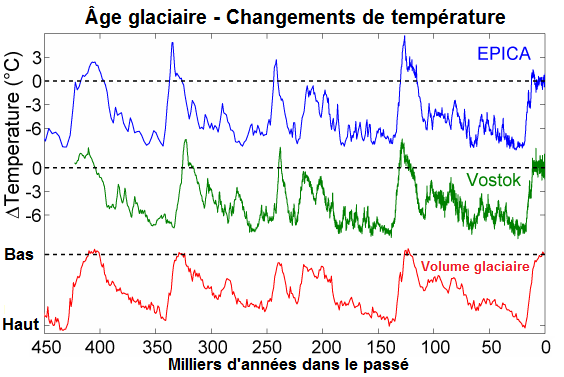
Évolution des températures et de la quantité de glace pendant les 450000 dernières années (données recueillies dans l'Antarctique).

La vie est apparue sur Terre il y a 3,8 à 3,5 milliards d’années, sous forme des premières cellules. Ce sont les premiers organismes vivants capables de récupérer le carbone du CO2 atmosphérique dissous dans l'eau et d’enrichir progressivement l’atmosphère en oxygène (photosynthèse) qui ont mis en route la dynamique cycle de l'eau et du climat. Les premiers hominidés ont vu le jour, il y a environ 4 millions d’années. Les enregistrements dans les carottes de glace permettent une bonne connaissance du climat sur le dernier million d’années. Il est marqué par une alternance de périodes glaciaires (80 000 ans environ) et chaudes (20 000 ans environ) selon une périodicité de l’ordre de 100 000 ans. Depuis l’apparition de l’homme, la température moyenne à la surface de la Terre est relativement constante, variant seulement de quelques degrés par rapport à une moyenne d’environ 15 °C.
L’alternance régulière de périodes chaudes et glaciaires s’explique par l’astronomie. En 1924, le géophysicien serbe Milutin Milanković démontre que trois paramètres indépendants caractérisent l'orbite de la Terre autour du soleil et modulent la quantité d'énergie solaire selon les saisons : l'excentricité, l'obliquité, l’inclinaison de l’axe de rotation de la Terre sur elle-même par rapport au plan de rotation autour du soleil (actuellement[C'est-à-dire ?] proche de 23°) et la précession climatique, terme définissant les variations de l’axe de rotation de la Terre. Chacun de ces paramètres varie au cours du temps avec des périodes indépendantes et leur conjonction rend plus ou moins favorable la construction, ou la disparition, de calottes glaciaires dans l'hémisphère nord, calottes qui jouent un rôle déterminant dans le climat. En France, le bassin du Sud-est, considéré comme faisant partie du domaine alpin, se démarque des autres bassins géologiques français par la très grande épaisseur de sa couche sédimentaire. Les dépôts alternants marne-calcaire sont particulièrement bien exposés dans le bassin vocontien, où notamment les formations du Crétacé inférieur se présentent majoritairement sous forme d'alternances de bancs calcaires et d'interbancs marneux. Ces successions sédimentaires alternantes reflètent parfaitement l'emboîtement des cycles de Milanković, ce qui constitue une des meilleures preuves d'un contrôle astroclimatique de la sédimentation.

### Dernière période glaciaire (-115 000 ansà -11 700 ans)

#### Dernière période glaciaire (-115 000 ansà -19 000 ans)
La dernière période glaciaire est une période de refroidissement global, ou glaciation, qui caractérise la fin du Pléistocène sur l'ensemble de la planète. Elle commence il y a 115 000 ans et se termine il y a 11 700 ans, quand commence l'Holocène.
Des changements abrupts d'un cycle de mille ans caractérisent cette dernière période glaciaire et ont un impact fort sur les écosystèmes terrestres, marins, ainsi que la composition et la température de l'atmosphère.

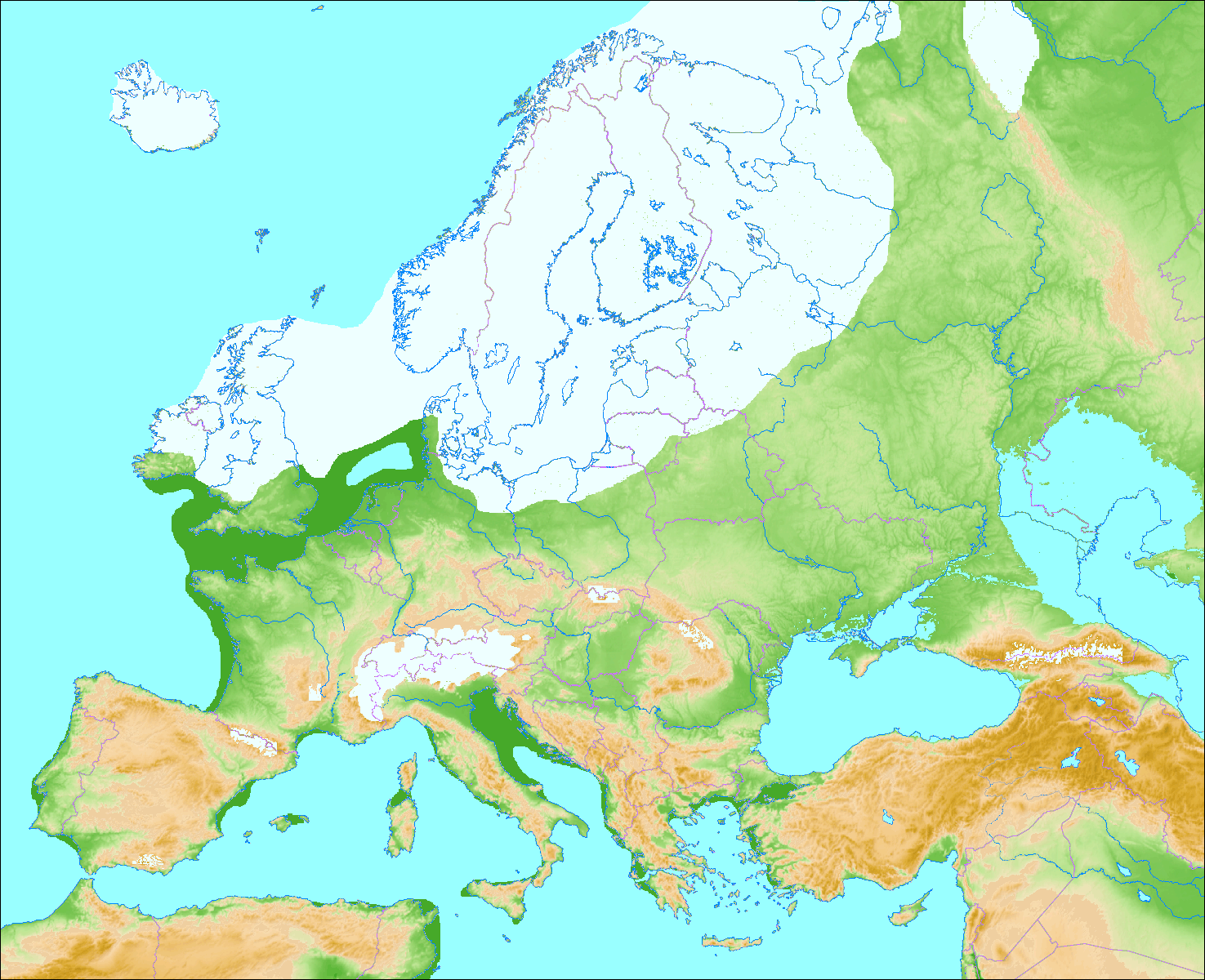
L’Europe lors du dernier maximum glaciaire (Würm IV, environ - 20000 ans) – blanc : inlandsis, vert foncé : terres émergées.

Le maximum glaciaire est atteint il y a environ 21 000 ans. Ce refroidissement a notamment pour conséquence une régression marine (une baisse généralisée du niveau des mers) d'environ 120 mètres à son maximum et l'établissement d'un climat périglaciaire en Europe, en Asie du Nord, et en Amérique du Nord, entrainant de profondes modifications de la faune et de la flore. La calotte polaire arctique recouvre alors le nord de l’Europe, les glaciers des Alpes descendent jusqu’à Lyon et ceux des Pyrénées jusque dans les Pyrénées-Atlantiques. Le niveau de la mer est à environ 120 m en dessous du niveau actuel et le rivage était repoussé à ~ 50 km au large.

#### Tardiglaciaire (-19 000 ansà -11 700 ans)

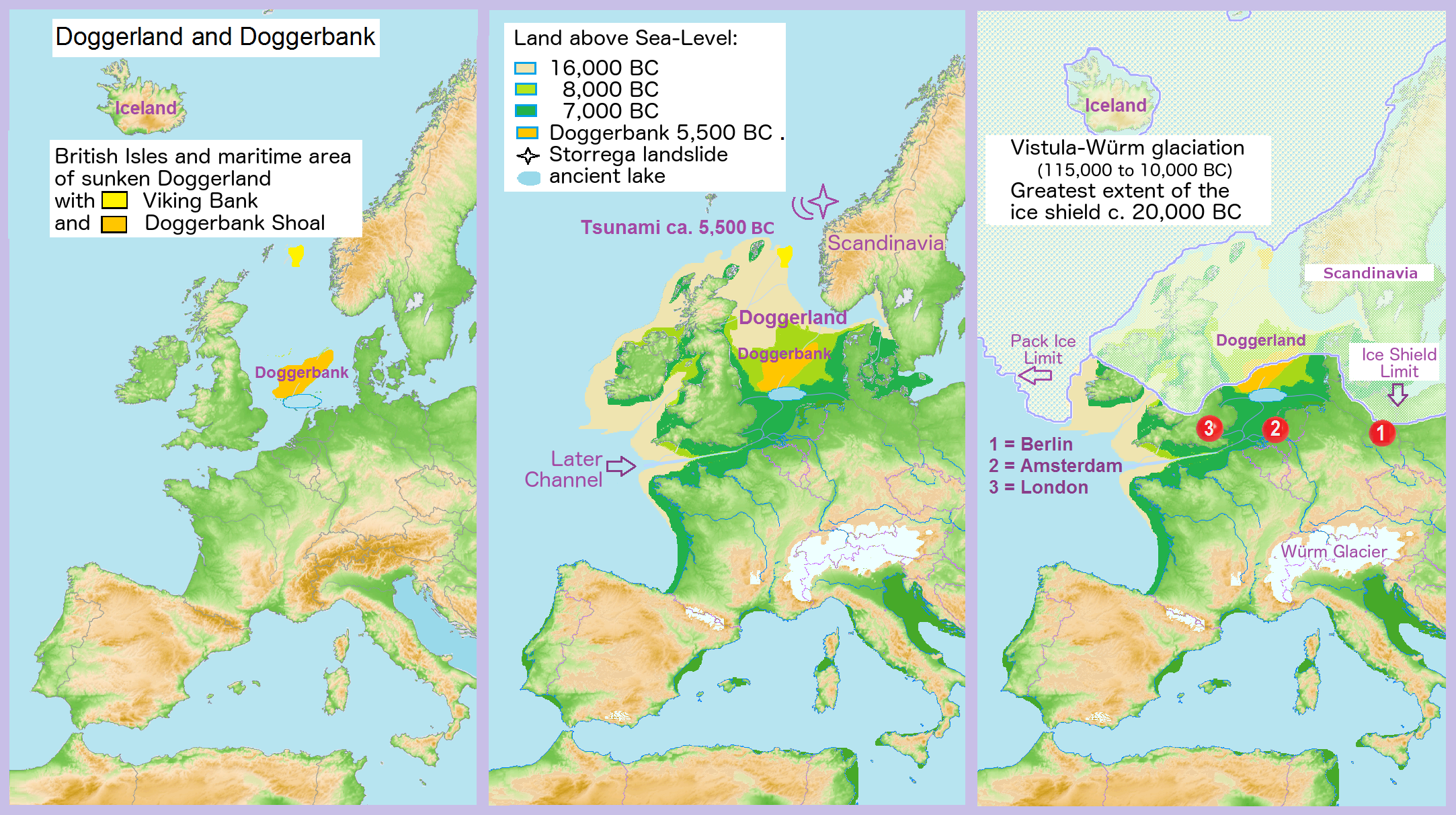
De droite à gauche : maximum glaciaire ; terres basses émergées au milieu du Tardiglaciaire ; submersion du Doggerland vers -5500

Le Tardiglaciaire est la période qui sépare le dernier maximum glaciaire, qui s'achève il y a environ 19 000 ans, du début de l'Holocène, il y a 11 700 ans, et durant laquelle se produit une remontée irrégulière des températures, entrecoupée par des rechutes. Le début du Tardiglaciaire en Europe est marqué par la disparition sous nos latitudes de certaines espèces animales dites « archaïques » (mammouths, rhinocéros laineux, ours des cavernes). Rennes et chevaux (Equus caballus gallicus), associés parfois à des Bovinés (bisons ou aurochs) deviennent les espèces dominantes du début de l'Interstade, si l'on en juge d'après le tableau de chasse des sociétés humaines.
L'Alleröd (13 900 à 12 900 ans) est caractérisé par une progression du couvert arboréen. Dans le Bassin Parisien et en Belgique, les analyses polliniques permettent de distinguer deux phases dans cet épisode : la première se caractérise par l'installation d'une forêt claire à bouleaux (taux de boisement de l'ordre de 45 %) ; la seconde, qui en est peut-être séparée par un léger recul du couvert arboréen, voit l'expansion d'une forêt claire à pins dominants. Les espèces arctiques laissent en partie la place à des espèces de milieu boisé : à l'aurochs et au cheval – occasionnellement présents – sont associés le cerf, le chevreuil, le sanglier, l'élan et le castor.
Les grottes ornées peuvent également donner quelques indices sur le climat, mais qui doivent être interprétés avec précaution. Les végétaux sont rares dans l'art des cavernes, mais les animaux dessinés peuvent aider à connaître le climat extérieur, même si les espèces représentées sur les parois des grottes n'en représentent qu’une sélection. Les compositions ne forment pas une photographie du paysage extérieur. Certains dessins fournissent cependant quelques informations : la présence d'une antilope saïga sur une paroi de Rouffignac (Dordogne) trahit des conditions steppiques, froides et sèches. Qu'il n’y ait qu'un seul renne et aucun mammouth représenté à Lascaux indique peut-être des températures plus douces (ou alors, ces bêtes n’intéressaient pas les artistes).
Une question qui se pose est toutefois : les artistes ont-ils reproduit les images d'animaux qui figuraient réellement sur leur territoire ? Comme le fait remarquer Jean-Loïc Le Quellec, on trouve des éléphants sculptés sur les églises romanes, alors que ce pachyderme ne fréquentait pas vraiment nos forêts… Les grands taureaux de la Rotonde de Lascaux sont connus, or certaines attributions chronologiques de la cavité font commencer sa décoration à une époque où les aurochs (amateurs de milieux boisés) étaient peu présents dans l'environnement immédiat. Selon François Djindjian, les mammouths avaient disparu du Périgord au magdalénien moyen ; ils n’existaient plus alors que plus au nord, dans les bassins de la Loire, de la Saône et dans le Bassin parisien. C'est pourtant à cette époque que Rouffignac fut décorée ! Il propose donc que les artistes les ont dessinés de mémoire, après être allés les contempler dans une sorte de safari avant la lettre. Cependant, de nouvelles recherches indiquent qu’il existait toujours des mammouths au bord de la Vézère à cette époque. De plus, comme le remarque Florian Berrouet : « L'adjonction de nombreux détails indiquant la saisonnalité ou l'extrême rigueur naturaliste des artistes (clapet anal, contour de l’œil, lèvre inférieure triangulaire) et rendant chaque animal unique, doté d’une réelle personnalité, nous force à croire que les hommes ont forcément côtoyé, voire observé longuement, ces mammouths. » Lors des épisodes plus froids, les grosses bêtes migraient en troupeaux en direction du sud, vers des territoires hospitaliers. C'est peut-être le souvenir d’une telle vision que les magdaléniens de Rouffignac ont immortalisé sur la pierre.

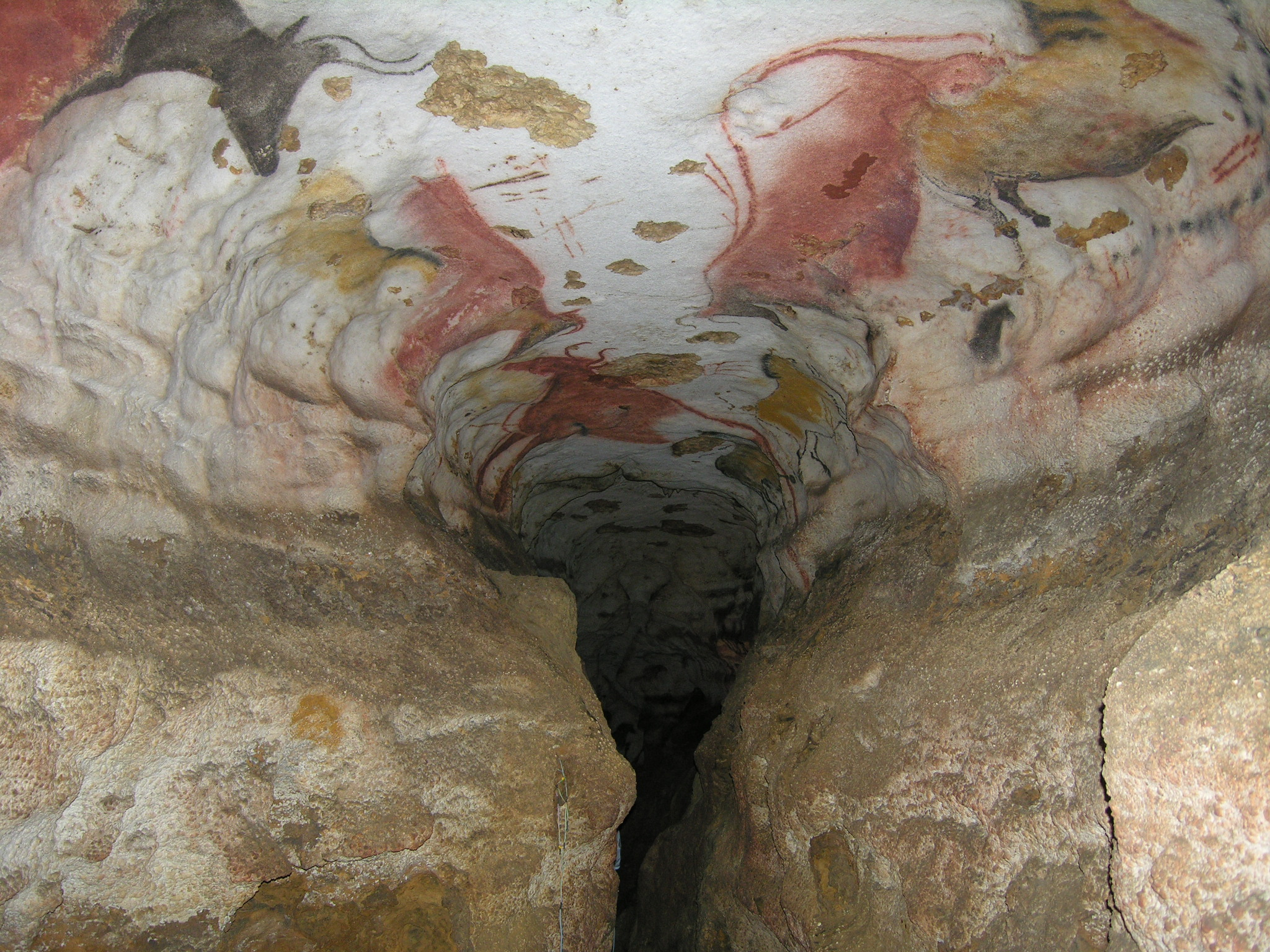
Taureaux sur la rotonde de Lascaux.
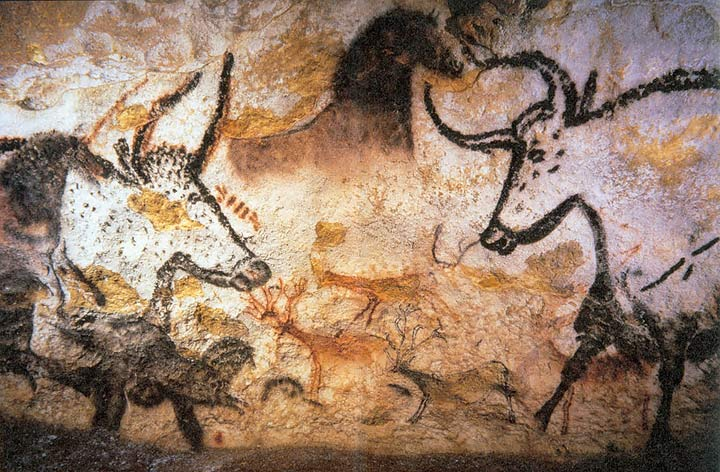
Aurochs représentés dans la grotte de Lascaux. Lascaux 2.
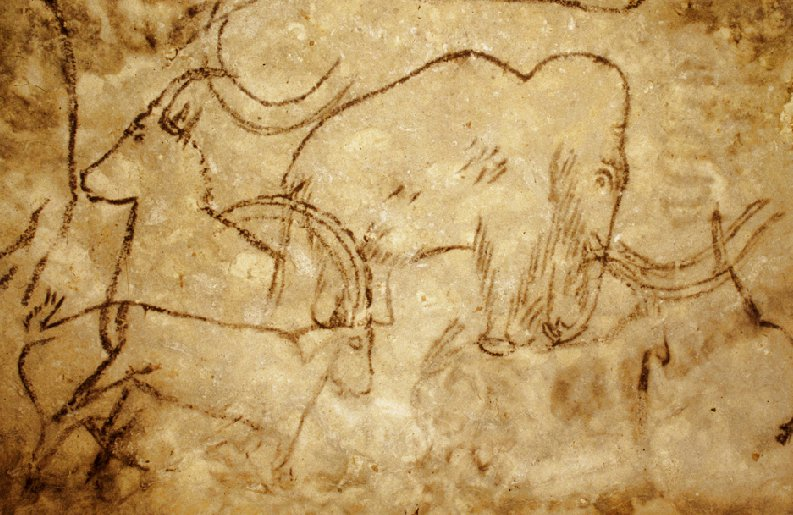
Mammouth et bouquetins gravés dans la grotte de Rouffignac.

En fin de période (Dryas III), un coup de froid très sévère conduit à un retour des espèces arctiques, à un nouveau recul de la forêt et à une extension des paysages de steppes et de toundra. Il s'achève brutalement par une remontée rapide des températures,.

## Climats de la période interglaciaire actuelle

### Évolution de la température tout au long de l'Holocène

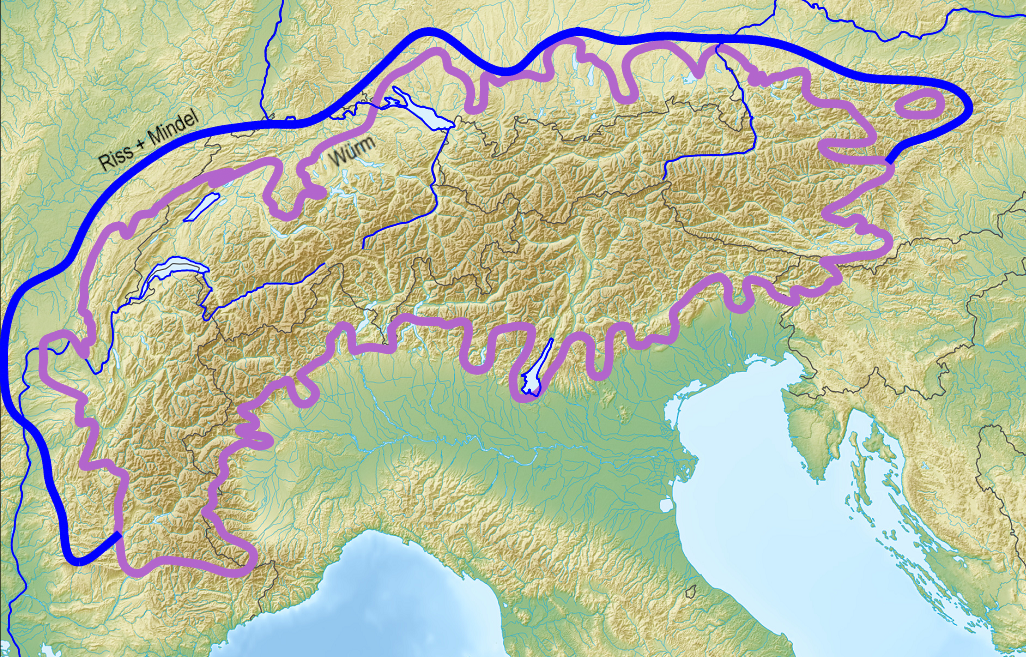
Extension maximale de la glaciation de Würm (en violet) dans les Alpes. En bleu : glaciation de Riss.

La période interglaciaire actuelle de l'Holocène débute il y a une douzaine de milliers d’années, à la fin de la dernière période glaciaire (appelée Würm pour sa composante alpine). Dans les montagnes d'Europe, des petits glaciers se sont aussi formés dans les Vosges, la Forêt-Noire, le Massif central, les Carpates, les Pyrénées, les Apennins, les Balkans et la Sierra Nevada, mais aussi dans le Nord-Ouest de l'Espagne, en Crète et en Corse. La déglaciation qui l'a précédée a duré environ 10 000 ans et s'est soldée par une hausse des températures d'environ 4 °C et une élévation du niveau marin d'environ 130 mètres.
Une étude retraçant les températures moyennes annuelles de l'air en surface à travers l'Europe au cours des 12 000 dernières années a été publiée en 2003. Elle s'appuie sur des reconstructions climatiques quantitatives à partir de plus de 500 sites polliniques assimilés à l'aide d'une procédure innovante de maillage quadridimensionnel. Il apparaît que l'optimum climatique de l'Holocène n'est observé que dans le nord de l'Europe et ne concerne donc pas la France. Ce réchauffement a été compensé par un refroidissement au milieu de l'Holocène en Europe méridionale. L'évolution des températures moyennes annuelles pour l'ensemble de l'Europe suggère une augmentation presque linéaire du bilan thermique jusqu'à 7 800 ans  avant notre ère, suivie de conditions stables pendant le reste de l'Holocène. Ce réchauffement au début de l'Holocène, suivi d'un équilibre, a été principalement modulé par l'augmentation des températures hivernales dans l'ouest, qui ont continué à augmenter à un rythme progressivement décroissant jusqu'à aujourd'hui.
L'Europe méridionale et la Méditerranée ont connu un réchauffement presque linéaire à partir d'environ 8 000 ans avant notre ère. Ce réchauffement précède l'apparition de tout impact humain majeur et se poursuit au même rythme jusqu'à la fin de l'Holocène, une période importante sur le plan anthropique. Cela suggère non seulement que le climat méditerranéen a une origine essentiellement naturelle, mais aussi que la méthode d'étalonnage pollen-climat est restée indépendante de l'impact de l'homme sur la végétation.
L'étude découpe l'Europe en six parties délimitées en latitude par les parallèles 45°N et 55 °N et en longitude par le méridien 15°E. La France étant traversée par le parallèle 45°N (latitude de Bordeaux) est représentée par deux parties : la partie au nord de 45°N est dans l'Europe du Centre-Ouest et la partie au sud, dans l'Europe du Sud-Ouest. Les graphes représentant l'évolution de la température sur le territoire de la France métropolitaine au cours de l'Holocène reconstituée à partir des données polliniques sont les suivants.

### Séquences climatiques et culturelles tout au long de l'Holocène
La mise en parallèle de ces grandes séquences climatiques avec les grandes séquences culturelles peut laisser apparaître un lien entre certaines séquences. Le tableau suivant présente une telle frise chronologique concernant la Haute-Provence. Si les séquences culturelles sont identiques sur tout le territoire national, les années les séparant varient d’une région à une autre. C’est en particulier le cas pour le Néolithique où les premiers groupes s’installent en Provence, Languedoc et Corse vers 5500 av. J.-C., mais n’atteindront certaines autres parties de la France que plusieurs centaines d’années plus tard,.

### Optimum climatique romain (-300 à +200)

#### Ascension de l’Empire romain et viticulture en Gaule

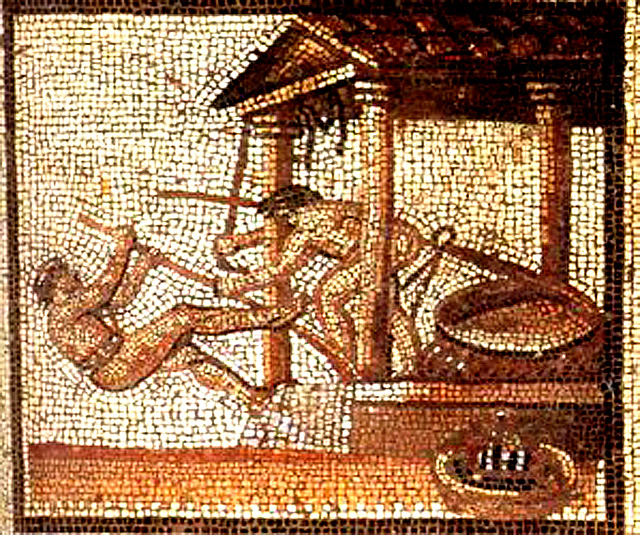
Mosaïque de Saint-Romain-en-Gal (Rhône) - pressurage de la vendange.

La période comprise entre 300 av. J.-C. et 200 apr. J.-C. est une période de développement et de montée en puissance de l'Empire romain. Cette période prospère est considérée comme stable socialement parlant. Elle correspond justement à la période de l'Optimum climatique romain (OCR) où les étés sont chauds et plutôt humides. Ces conditions climatiques sont alors favorables au développement de l’agriculture, mais aussi à l'implantation de jardins ornementaux. Cette situation est liée à une activité du soleil plus forte, en lien avec l’activité des courants océaniques, et une faible activité volcanique. L'OCR aurait donc été particulièrement bénéfique au fort développement de la viticulture, qui s’est développée dans les trois Gaules au cours du Ier siècle, jusqu’à gagner le sud de l'Angleterre. D’une manière générale, l’agriculture étant la première source de richesse de l’Empire romain, il apparaît désormais plus clairement que ce changement climatique a été un puissant moteur du développement économique jusque vers le IIe siècle.

#### Développement de Lyon en zone inondable
L’installation et le développement de la ville de Lyon en zone inondable ont bénéficié d’un contexte climatique favorable lié au Petit Optimum romain, correspondant à une période d’hydrologie modérée. La reconstitution de la variabilité hydrosédimentaire du Rhône à Lyon de 1000 av. J.-C. à 2000 apr. J.-C. montre la fluctuation approximative des débits solides et des débits liquides au cours de la période. Ces courbes décrivent notamment une oscillation durant la période située entre la fin du Ier siècle av. J.-C. au Ier siècle apr. J.-C. Il s’agit d’une courte période d’oscillation climatique avec plusieurs épisodes de crues caractérisées par une intensité et une fréquence plus fortes que pendant les périodes antérieures et suivantes. Les principales crues ont d’ailleurs été datées sous le règne d'Auguste, de Tibère et de Claude, soit entre 27 av. J.-C. et 54 apr. J.-C.. Une autre oscillation climatique est visible au début du Moyen Âge.
Cette crise hydrosédimentaire antique à l’intérieur du Petit Optimum romain est identifiable dans d’autres territoires de la Gaule narbonnaise. Par exemple, à la même période, le bras du Rhône de Saint-Ferréol, dans le delta, ne cesse de progresser. Ailleurs, le port de Narbonne (Narbo Martius) connaît un envasement accéléré au Ier siècle. À Lyon, les fouilles archéologiques ont démontré que la société urbaine riveraine s’est adaptée à cette crise à travers différents aménagements dans le but d’occuper la presqu’île entre le Rhône et la Saône.

#### Antiquité tardive: désastres climatiques et chute de l'Empire romain
L'impact de la dégradation climatique pendant l'Antiquité tardive sur la fin de l’Empire romain en Occident est, de longue date, abondamment discutée dans la littérature scientifique. On y a vu la cause des grandes invasions barbares, d’une baisse des rendements céréaliers causant famines et disettes, d’un changement dans l'occupation du sol, avec une reconversion des terres arables en pâtures en Europe occidentale, etc. Il a aussi été envisagé que le développement de la culture du seigle en Gaule à la fin de l'Antiquité ait été une adaptation de l’agriculture au climat plus froid, ce qui serait un exemple de résilience. Cette période de changement climatique aurait ainsi affecté la production agricole et joué un rôle dans les bouleversements historiques et en particulier la chute de l'Empire romain d'Occident. Mais le climat n’est assurément pas la cause unique de la chute de l'Empire romain. À la fin de l'Empire, la société romaine était certainement plus vulnérable ou plus exposée aux conditions environnementales. L'historien nord-américain Kyle Harper insiste sur le rôle des pandémies dans l'affaiblissement de l’Empire, sous l'effet notamment de plusieurs périodes de pestes.

### Optimum climatique médiéval (900-1300)
Le petit optimum médiéval (POM) se déroule, en Europe de l'Ouest, entre 900 et 1250-1300 apr. J.-C., avec des saisons légèrement plus douces ou plus chaudes et peut-être plus sèches que lors de la période suivante. Le petit optimum médiéval a pu connaître par moments, en ce qui le concerne, des températures moyennes égales à 0,5 °C en plus de celles du petit âge glaciaire qui va s’ensuivre ; et qui se situe lui-même à des niveaux thermiques inférieurs de  à ceux que nous connûmes lors de la fin du xxc siècle.

## Zonages climatiques en France métropolitaine

### Classifications de niveau mondial

#### Distribution latitudinale
Pour rendre compte de la diversité des situations sur la planète, les climatologues ont établi des classifications qui de façon globale délimitent trois grandes zones selon la latitude (climats froids, tempérés et chauds). La France est dans la zone tempérée, se caractérisant par des étés chauds et des hivers froids mais de façon modérée. On distingue dans cette classification les climats océanique (étés frais, hivers doux, fortes précipitations), continental (étés chauds, hivers froids, faibles précipitations), et méditerranéen (étés chauds et secs, hivers doux, précipitations d’automne). À l'intérieur de ces trois zones climatiques, une diversité de nuances apparaît en fonction de paramètres comme l'altitude par exemple (climat montagnard, plus froid et plus humide que dans les plaines environnantes).

#### Classification de Köppen
La classification de Köppen est une classification des climats fondée sur les précipitations et les températures. C'est le botaniste Wladimir Peter Köppen qui l'a inventée dans les années 1920 en combinant la carte mondiale de la végétation publiée en 1866 par Hermann Griesbach et la division du climat en cinq zones par de Candolle. Un climat est ainsi repéré par un code de deux ou trois lettres. C'est la plus courante des classifications climatiques dans sa version présentée par Rudolf Geiger en 1961. La carte de Köppen-Geiger reste aujourd'hui une référence, grâce à ces mises à jour fréquentes, tant dans les domaines de l'hydrologie, de la géographie, de l'agriculture, de la biologie, la climatologie à travers ses recherches sur l'évolution des climats.
Une grande partie de la France métropolitaine est située dans le domaine océanique (Cfb), les plaines ou collines bordant le bassin méditerranéen ont un climat désigné par Csa.

#### Les classifications éco-climatiques
Les paramètres climatiques permettent de prévoir le type de végétation dans une zone, de la même manière l'examen d'une flore permet d'en déduire le climat. Le PNUD et le WWF utilisent ces critères bioclimatiques pour définir des écozones. Ce type de classification décrit des biomes et non pas strictement des climats, le climat se déduisant du biome. En vert, les forêts tempérées décidues et mixtes; en marron, les Forêts, terres boisées et broussailles méditerranéennes

Classification Köppen–Geiger de la France sur la base des données 1980-2016.
Classification du WWF, différenciant 14 biomes terrestres (deux pour la France).

### Typologies nationales

#### 8 types de climats (Jolyet al.- 2010)
Une étude de 2010 réalisée par Daniel Joly, Thierry Brossard, Hervé Cardot, Jean Cavailhes, Mohamed Hilal et Pierre Wavresky a permis de classer les climats de métropole en huit grands types. Partant des mesures stationnelles de précipitation et de température mises à disposition par Météo-France, un jeu de 14 variables intégrant une série temporelle de 30 ans (1971-2000) est défini pour caractériser les climats et leurs modalités distinctives de variation. Une méthode originale dite d’interpolation locale permet de reconstituer les champs spatiaux continus des variables en question et de les exprimer sous forme de couches d’information gérables par SIG. Il en a résulté 8 types de climats :

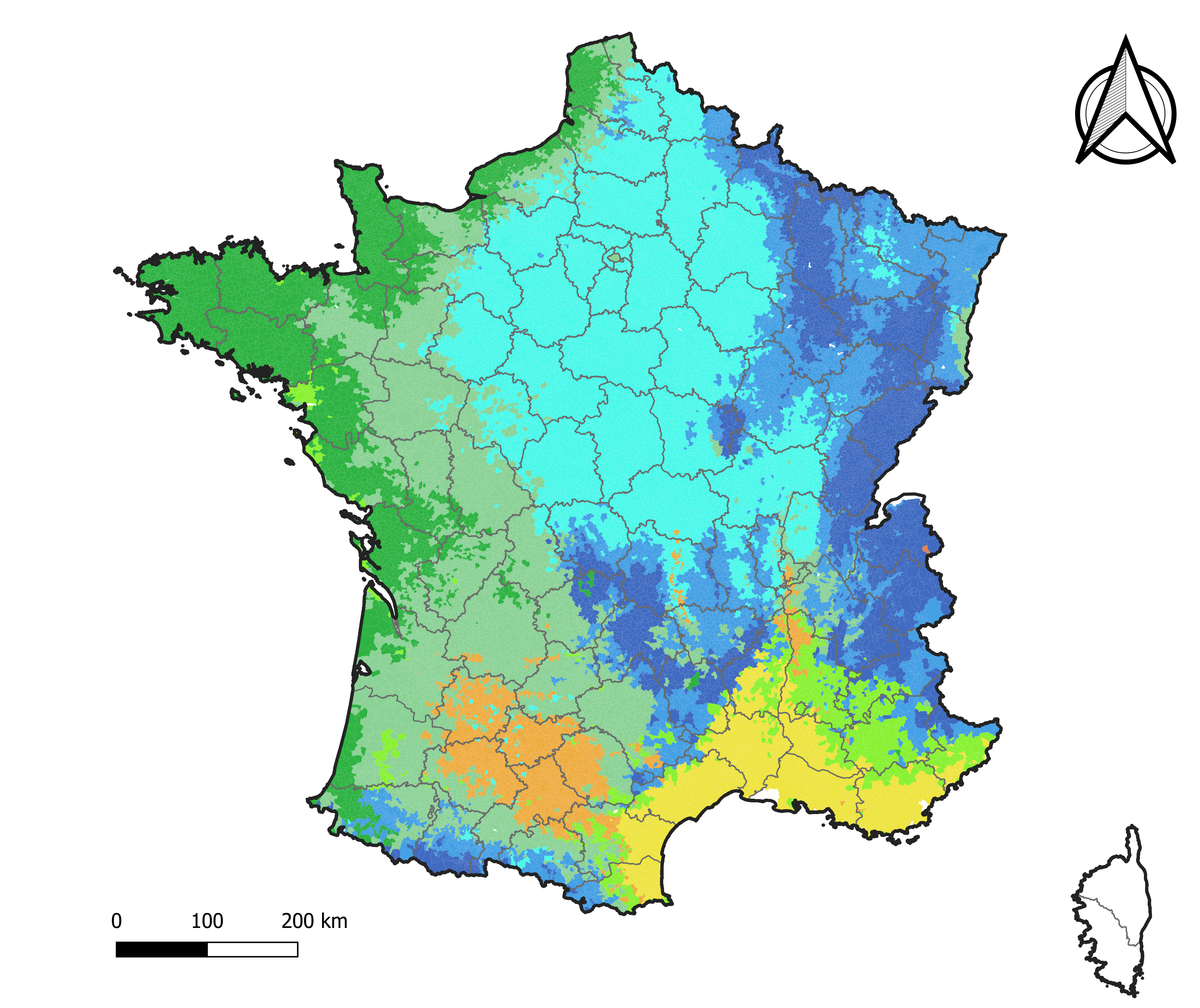
Typologie climatique de 2010 (sur la base des normales 1971-2000).
1 : climats de montagne
2 : climat semi-continental et climat des marges montagnardes
3 : climat océanique dégradé des plaines du Centre et du Nord
4 : climat océanique altéré
5 : climat océanique franc
6 : climat méditerranéen altéré
7 : climat du Bassin du Sud-Ouest
8 : climat méditerranéen franc

- Type 1 : les climats de montagne regroupent tous les lieux où les influences montagnardes et/ou semi-continentale sont prépondérantes, avec un nombre de jours et un cumul élevés de précipitation, une température moyenne inférieure à 9,4 °C et, corrélativement, plus de 25 jours au cours desquels la température minimale a été inférieure à −5 °C et moins de 4 avec un maximum supérieur à 30 °C[30].
- Type 2 : le climat semi-continental et le climat des marges montagnardes regroupent les périphéries montagnardes et s’étend sur de vastes secteurs où les températures sont moins froides qu’en montagne (elles sont cependant, à altitude égale, plus froides que partout ailleurs), les précipitations légèrement plus faibles et moins fréquentes, mais la variabilité climatique sur la normale 1971-2000 tout aussi élevée[31] ;
- Type 3 : Le climat océanique dégradé des plaines du Centre et du Nord reste océanique mais avec de belles dégradations. Les températures sont intermédiaires (environ 11 °C en moyenne annuelle, entre 8 et 14 jours avec une température inférieure à −5 °C). Les précipitations sont faibles (moins de 700 mm de cumul annuel), surtout en été, mais les pluies tombent en moyenne sur 12 jours en janvier et sur 8 en juillet, valeurs moyennes rapportées à l’ensemble français[32] ;
- Type 4 : Le climat océanique altéré constitue une transition entre l’océanique franc (type 5) et l’océanique dégradé (type 3). La température moyenne annuelle est assez élevée (12,5 °C) avec un nombre de jours froids faible (entre 4 et 8 par an) et chauds soutenu (entre 15 et 23 par an). L’amplitude thermique annuelle (juillet-janvier) est proche du minimum et la variabilité interannuelle moyenne. Les précipitations, moyennes en cumul annuel (800-900 mm) tombent surtout l’hiver, l’été étant assez sec[33] ;
- Type 5 : Le climat océanique franc. Les températures sont moyennes et très homothermes : l’amplitude annuelle (moins de 13 °C d’écart entre juillet et janvier), le nombre de jours froids (moins de 4) et chauds (moins de 4) et la variabilité interannuelle sont minimaux. Les précipitations sont annuellement abondantes (un peu plus de 1 000 mm) et fréquentes en hiver (plus de 13 jours en janvier). L’été est également pluvieux (8-9 jours en juillet) mais les cumuls sont réduits[34] ;
- Type 6 : Le climat méditerranéen altéré. La température moyenne annuelle est élevée, avec des jours de froid en nombre réduit et des jours chauds compris entre 15 et 23/an. La variabilité interannuelle des températures de juillet est minimale : l’été est répétitivement chaud d’une année à l’autre. Le cumul des précipitations annuelles est moyen (800-950 mm) mais elles ne sont pas réparties homogènement[35] ;
- Type 7 : Le climat du Bassin du Sud-Ouest est caractérisé par une moyenne annuelle de température élevée (supérieure à 13 °C) et un nombre élevé (> 23) de jours chauds tandis que les jours qui présentent un gel inférieur à −5 °C sont rares. L’amplitude thermique annuelle est élevée (15 à 16 °C) et la variabilité interannuelle des températures d’hiver et d’été est faible. Les précipitations, peu abondantes en cumul annuel (moins de 800 mm) et en hiver, le sont un peu plus durant l’été. Elles sont plus fréquentes en hiver (9-11 jours) qu’en été (moins de 6 jours)[36] ;
- Type 8 : Le climat méditerranéen franc. Les caractères climatiques sont très tranchés, plus que dans chacun des sept précédents climats. Les températures annuelles sont élevées, associées à des jours froids rarissimes et des jours chauds fréquents. L’amplitude interannuelle est élevée (plus de 17 °C entre juillet et janvier) tandis que ces caractères sont très stables d’une année à l’autre. Le rapport très élevé entre précipitations d’automne et précipitations d’été (> 6) est le caractère principal de ce climat. Le cumul annuel des précipitations est faible avec un été aride mais un hiver plutôt bien arrosé malgré un faible nombre de jours de pluie[37].

#### 5 types de climats (Météo-France – 2022)
La caractérisation du climat a fait également l’objet de différents types de représentation, notamment avec les diagrammes ombrothermiques (climatogrammes, climogrammes ou cartes climatiques). Ces représentations graphiques montrent les précipitations et les températures selon chaque mois d’une année. L'étymologie du mot ombrothermique est en effet liée au grec ombros (pluie d'orage) et thermique (relatif à la chaleur, la température). Les températures et les précipitations utilisées dans ces diagrammes correspondent à des données mensuelles moyennes d'un lieu donné, enregistrées sur trente années. Ce type de représentation visuelle permet de comparer la température et les précipitations des différents climats les uns par rapport aux autres. Ainsi, le territoire français est composé de plusieurs climats : le climat océanique (Brest), le climat océanique altéré (Cambrai), le climat semi-continental (Lons-le-Saunier), le climat méditerranéen (Marseille) et le climat montagnard (Chamonix-Mont-Blanc).
La carte de ces cinq grands types de climats en métropole publiée par Météo-France en 2022 ainsi que la caractérisation de ces climats et les diagrammes ombrothermiques représentatifs sont les suivants.

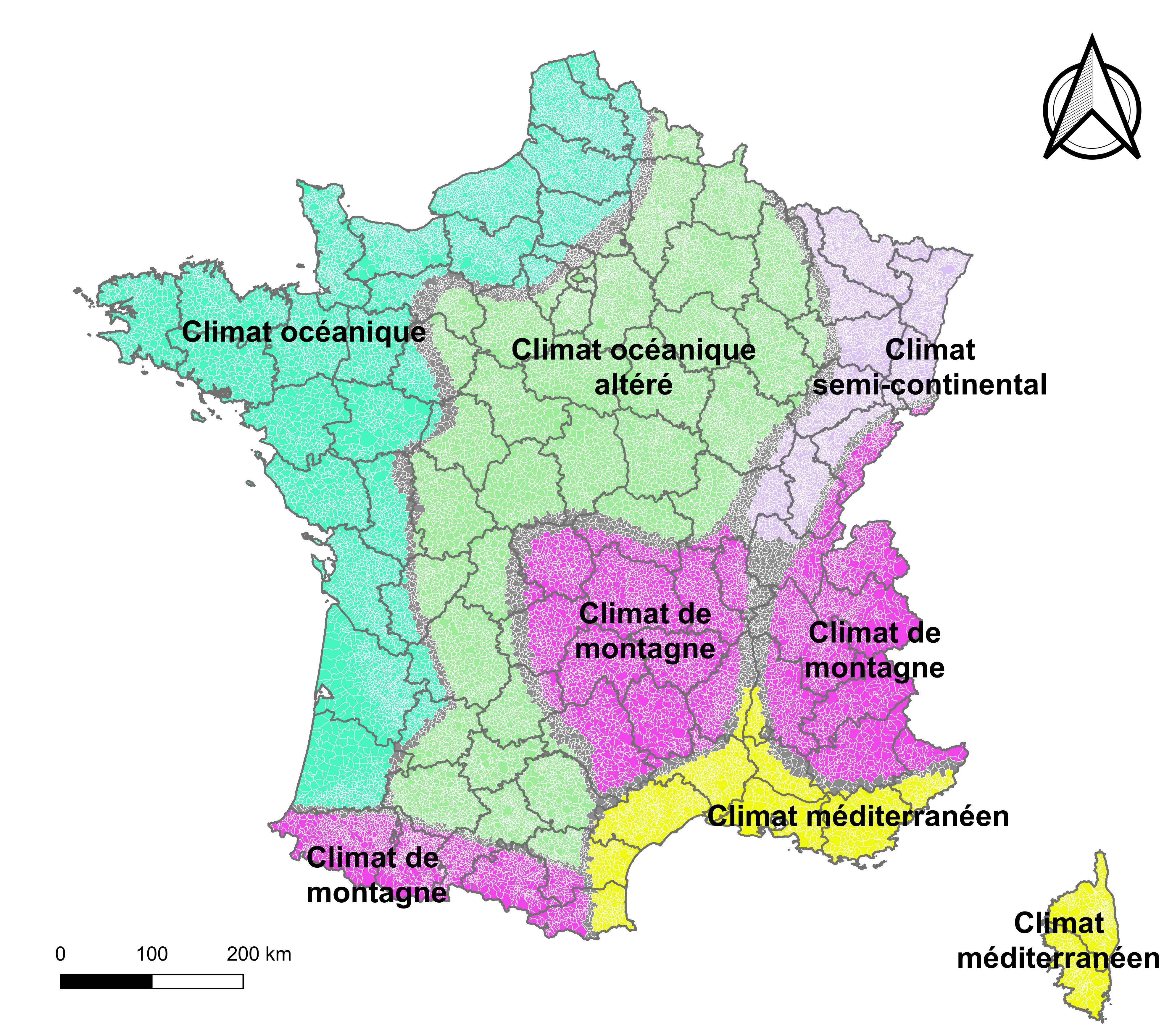
Typologie climatique de 2020 en 5 zones, établie par Météo-France.

- Type 1. Le climat océanique (températures douces et pluviométrie relativement abondante, répartie tout au long de l'année avec un léger maximum d'octobre à février. La ville de Brest est représentative de ce climat[38],[39],[40].

Diagrammes climatiques de Brest-Guipavas (climat océanique)
Normale climatique 1971-2000
Normale climatique 1981-2010
Normale climatique 1991-2020

- Type 2. Le climat océanique altéré (zone de transition entre le climat océanique et les climats de montagne et le climat semi-continental). Les villes d'Orléans[41],[42],[43] et de Cambrai[44],[45],[46] sont représentatives de ce climat.

Diagrammes climatiques d’Orléans-Bricy (climat océanique altéré)
Normale climatique 1971-2020
Normale climatique 1981-2020
Normale climatique 1991-2020

Diagrammes climatiques de Cambrai-Épinoy (climat océanique altéré)
Normale climatique 1971-2020
Normale climatique 1981-2020
Normale climatique 1991-2020

- Type 3. Le climat semi-continental (étés chauds et hivers rudes, avec un grand nombre de jours de neige ou de gel). La ville de Besançon est représentative de ce climat[47],[48],[49].

Diagrammes climatiques de Besançon-Thise (climat semi-continental)
Normale climatique 1971-2000
Normale climatique 1981-2010
Normale climatique 1991-2020

- Type 4. Le climat de montagne (température décroît rapidement en fonction de l'altitude). La ville de Bourg-Saint-Maurice (altitude : 865 m) est représentative de ce climat[50],[51],[52].

Diagrammes climatiques de Bourg-Saint-Maurice (climat de montagne)
Normale climatique 1971-2000
Normale climatique 1981-2010
Normale climatique 1991-2020

- Type 5. Le climat méditerranéen (des hivers doux et des étés chauds, un ensoleillement important et des vents violents fréquents). La ville de Marseille est représentative de ce climat[53],[54],[55].

Diagrammes climatiques de Marseille-Marignane (climat méditerranéen)
Normale climatique 1971-2000
Normale climatique 1981-2010
Normale climatique 1991-2020

#### 29 régions climatiques (Météo-France - 2020)
Météo-France publie également en 2020 une carte présentant un découpage en 29 régions climatiques, tenant compte des nombreux facteurs qui peuvent influencer le climat à l’échelle régionale, comme la latitude, l’altitude, la distance à la mer ou aux grands massifs montagneux

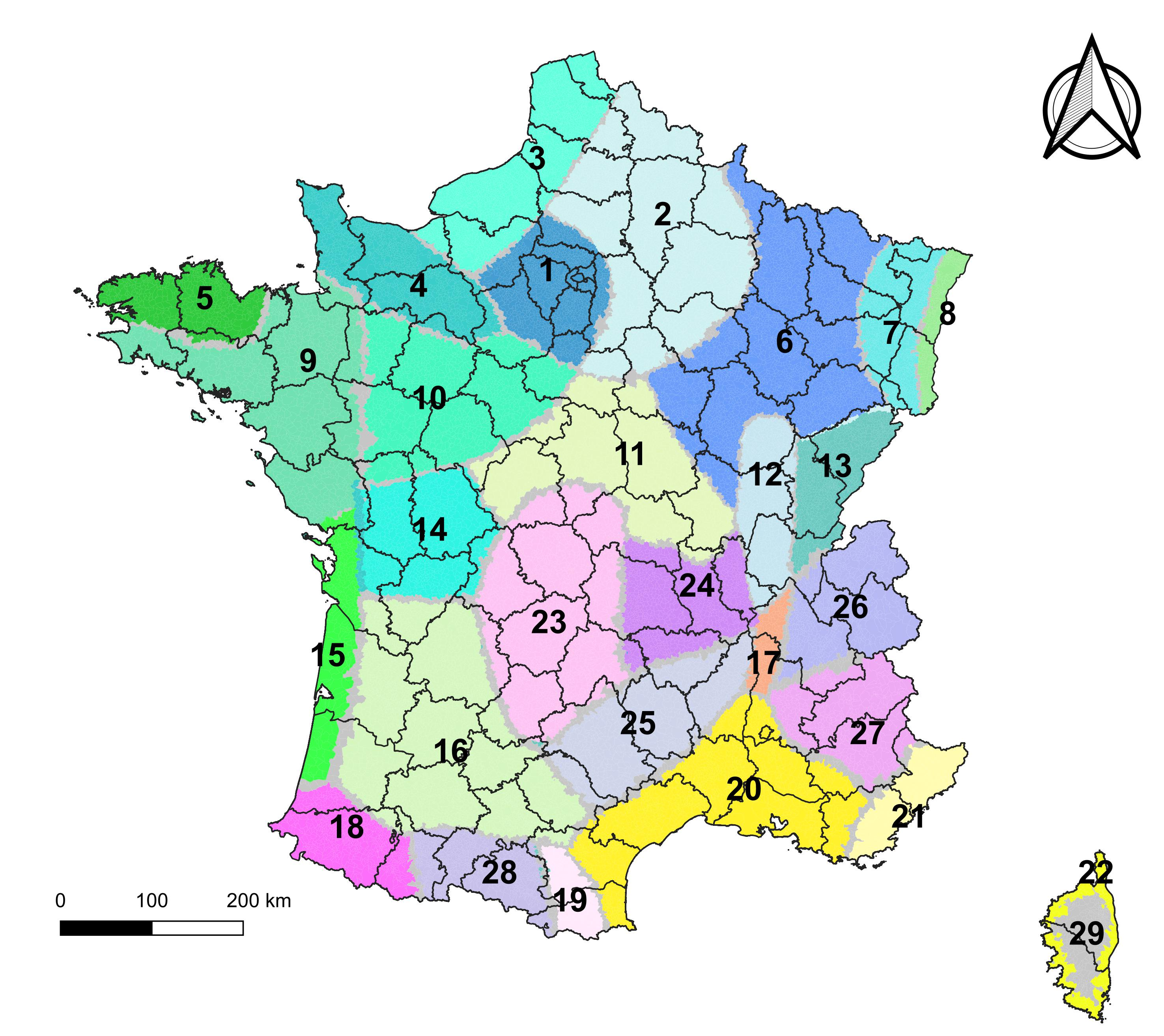
Zonage de la France métropolitaine en 29 régions climatiques (Météo-France).

.

## La France d’outre-mer
La France d’outre-mer avec ses territoires extrêmement dispersés connaît différents climats très variés.

### Saint-Pierre-et-Miquelon
Saint-Pierre-et-Miquelon possède un climat océanique froid et humide. Selon la classification de Köppen, Saint-Pierre-et-Miquelon se trouve dans la catégorie Dfb (climat continental humide) / Dfc (climat subarctique sans saison sèche).
À l’est de l’importante masse continentale de l’Amérique du Nord, le climat est fortement influencé par celle-ci. Les vents du quadrant ouest dominants issus du continent arrivent en contact avec l’Océan et provoquent un contraste de température souvent important. En hiver, ces vents sont très froids et viennent à la rencontre de masses d’air océaniques plus douces, il y a création ou activation de vigoureuses perturbations génératrices d’intenses chutes neige et de fortes sautes de températures. En été, le flux est un peu différent : des masses d’air continentales chaudes et parfois humides issues du Golfe du Mexique remontées via le continent américain entrent en contact avec les eaux océaniques qui restent froides (descente d’eau polaire froide également appelée « courant du Labrador ») et occasionnent souvent des brouillards épais et tenaces. L’air est stabilisé par l’eau froide et les pluies sont plus faibles en cette saison.
Nous sommes là en présence d’un climat semi-continental aux hivers assez froids (température moyenne de −3,5 °C à Saint Pierre en février) cependant adoucis par rapport à ce qui existe à l’intérieur du continent américain et d’étés restant très frais (15,5 °C à Saint Pierre en août plus frais qu’en métropole à la même latitude) à cause de la présence d’eau océanique froide. Au cœur de l’affrontement de masses d’air aux caractéristiques très différentes, les pluies sont abondantes (1 312 mm par an à Saint-Pierre) avec un maximum hivernal.

### Les Antilles (Guadeloupe, Saint-Martin, Saint-Barthélemy, Martinique), La Réunion, Îles Éparses de l'océan Indien, Mayotte, Nouvelle-Calédonie, Polynésie française, Wallis-et-Futuna
Ces îles, dont la latitude va un peu au-delà des Tropiques (Rapa 27° 37′ S) et à moins d’une dizaine de degrés vers l’équateur (Hiva-Oa 9° 49′ S), sont situées dans le flux de l’alizé qui souffle régulièrement à ces latitudes. Les pluies sont principalement provoquées par les perturbations de l’alizé, ces perturbations sont modérées durant la saison sèche qui correspond à l’hiver des latitudes plus hautes et nettement plus fréquentes et abondantes durant la période de l’année correspondant à l’été et surtout à l’automne, conséquence de la température de l’océan qui est plus élevée à cette période et de l’instabilité croissante due à la proximité de la ZCIT (Zone de Convergence Inter Tropicale) qui remonte en latitude dans l’hémisphère d’été. On note une nette opposition entre le versant « au vent » exposé au flux de l’alizé copieusement arrosé, entre 1 500 et 2 500 mm de pluie annuelles, (jusqu'à 4 634 mm annuels à la Plaine des Palmistes à La Réunion à 1 032 m d’altitude) et le versant sous le vent (980 mm annuels à Koumac en Nouvelle-Calédonie) beaucoup plus sec voire aride en certains endroits. Les mois les moins arrosés ont entre 30 et 90 mm (la saison sèche est relative), les plus arrosés ont entre 200 et 400 mm.
Outre la recrudescence des pluies en fin d’été/automne, ces îles sont en cette saison exposées aux cyclones tropicaux dévastateurs tant par les quantités de pluies déversées en quelques heures que par les vents tempétueux qui y sont associés.
Du fait de l’environnement océanique et de la latitude assez basse, les moyennes annuelles sont élevées (Ile des Pins 22,5 °C, Saint Denis 24 °C, Le Lamentin 26,2 °C) et les différences de températures sont peu marquées dans ces régions. Différences peu marquées d’un jour à l’autre et d’une saison à l’autre, l’amplitude annuelle augmente un peu lorsqu'on s’éloigne de l’équateur, elle est comprise entre 1,9 °C à Hiva-Oa à 6,3 °C à Rapa plus éloignée de l’équateur en passant par 3,1 °C à Pointe à Pitre. Les différences entre les saisons sont beaucoup plus dues aux différences de pluviométrie que de température.
Les montagnes de ces régions, contrairement à ce qui se passe en zone tempérée, connaissent une amplitude annuelle plus élevée que les régions de basse altitude.
Ces différentes îles possèdent un climat tropical.

### Guyane
La Guyane possède un climat équatorial humide. Proche de l’équateur, la Guyane connaît à la fois des températures élevées toute l’année (moyenne annuelle 26,3 °C à Cayenne et 26,5 °C à Saint-Laurent) avec une très faible différence d’un mois à l’autre (moins de 2 °C d’écart entre le mois le moins chaud et le plus chaud à Cayenne et à Saint-Laurent) et des pluies très abondantes (3 674 mm annuels à Cayenne, 2 595 mm annuels à Saint-Laurent) réparties sur presque tous les mois de l’année. À Cayenne, seuls les mois de septembre et octobre ont moins de 150 mm de pluie, respectivement 75 et 80 mm et certains ont une pluviométrie voisine de 500 mm (mai ou juin). À Saint-Laurent, au régime plus uniforme, tous les mois ont plus de 100 mm, septembre et octobre sont les moins pluvieux et sont les deux seuls mois totalisant moins de 150 mm, les mois les plus humides totalisent 400 mm environ. Baignant en permanence dans l’air équatorial, avec des saisons peu marquées, les records de température sont peu accentués 17,5 °C et 36,4 °C à Saint-Laurent. Proche de l’équateur, la Guyane n’est pas visitée par les cyclones.

### Saint-Paul et Nouvelle-Amsterdam
La latitude de ces îles fait qu’elles sont en permanence balayées par le flux d’ouest intense de l’hémisphère sud. Cependant, relativement loin du pôle (entre 37° S et 39° S), leur climat n’est pas trop froid avec une moyenne annuelle de 14,1 °C à Nouvelle-Amsterdam. Baignées par un immense océan, aux eaux brassées par les perturbations, ces régions connaissent une amplitude entre l’hiver et l’été assez réduite, le climat est venteux avec un été tempéré (17,6 °C en moyenne de février à Saint-Martin-de-Viviès à Nouvelle-Amsterdam) pour la latitude et un hiver doux (11,5 °C de moyenne d’août à Nouvelle-Amsterdam). Le gel y est inconnu.
Concernées par de vigoureuses et régulières perturbations, ces îles ont des pluies abondantes (1 100 mm/an environ) réparties sur toute l’année avec cependant une nette recrudescence en automne et début d’hiver (d’avril à août), l’été (de novembre à mars) étant plus calme et moins arrosé du fait de la remontée en latitude de l’anticyclone tropical. Les extrêmes sont 72 mm en février et 119 mm en juin.

### Crozet et Kerguelen
Comme les précédentes, ces îles sont en permanence balayées par le flux d’ouest circumpolaire très intense dans l’immense océan de l’hémisphère sud, cependant, plus proches du pôle, leur climat est encore plus venté et nettement plus froid. Bien alimentées en air polaire par le continent antarctique très froid, les perturbations sont vigoureuses et fréquentes, elles sont venteuses et sans beaucoup de répit d’une saison à l’autre, elles engendrent des pluies également réparties sur toute l’année, modérément abondantes à Port-aux-Français (800 mm/an) en situation abritée sur la côte est, beaucoup plus intenses sur la côte ouest.
Du fait de l’environnement encore plus agité que dans le domaine précédent, ces régions connaissent une amplitude entre l’hiver et l’été très réduite pour la latitude, de l’ordre de 6 °C (entre 8 et 45 °C dans l’hémisphère nord aux mêmes latitudes). Si on met à part le vent, l’hiver est relativement doux, avec une température moyenne de 2,2 °C en août à Port-aux-Français, l’été est très frais avec 8,3 °C de moyenne en février à Port-aux-Français, polaire déjà malgré la latitude (entre 46° S et 49° S). Il peut geler quasiment tous les mois à Kerguelen et 10 mois sur 12 à Crozet, cependant les records (de froid ou de chaleur) ne sont pas très marqués (extrêmes absolus −8,6 °C et 25,8 °C à Port-aux-Français).

### Terre Adélie
Secteur étroit de l’énorme masse glaciaire Antarctique, la Terre-Adélie possède un climat polaire extrême, au sein du continent le plus froid du globe, avec une température moyenne hivernale très basse (−16,5 °C en juillet à Dumont d’Urville relativement moins froid car en bordure de mer mais qui peut approcher −70 °C au cœur du continent) et une température moyenne estivale toujours négative même en bordure de côte (−0,8 °C en janvier à Dumont d’Urville mais de l’ordre de -20/−30 °C à l’intérieur). En hiver, un refroidissement intense est provoqué par la nuit permanente sur une masse continentale centrée sur le pôle et relativement isolée des redoux par le vigoureux flux d’ouest qui sévit aux latitudes moyennes de l’hémisphère sud. En été, l’ensoleillement alors permanent ne parvient pas à réchauffer vraiment ces régions du fait de l’inertie thermique de l’énorme masse glaciaire, de l’enneigement qui persiste avec un albédo élevé et enfin de la masse océanique qui entoure ce continent et qui reste bien froide.
C’est le domaine du vent catabatique très violent qui souffle de l’intérieur du continent vers la côte, provoqué par la descente de l’air glacé qui se forme sur le sommet du plateau Antarctique (plus de 3 000 m) vers le niveau de la mer. Par compression adiabatique, cet air se « réchauffe » cependant beaucoup durant ce trajet et arrive à l’océan beaucoup moins froid qu’il était à l’intérieur du continent (record de froid à −37 °C à Dumont d’Urville, ce qui est « doux » par rapport aux −90 °C parfois atteints en hiver au cœur de l’Antarctique).
Le vent est aussi provoqué par les perturbations qui circulent en bordure du continent.
Les précipitations, non mesurées, sont estimées assez faibles dans cet environnement glacé en permanence, le froid ne leur étant pas propice.

## Paramètres climatiques

### Systèmes d'observation  et de recueil de données
Les classifications modernes essaient de se baser sur des mesures objectives de paramètres mesurables à l'origine du climat : la température, l'humidité, l'hydrométrie, la pluviométrie, l'ensoleillement, la vitesse des vents, etc.; et sur l'analyse statistique. Ainsi, des indices issus de ces mesures peuvent être créés comme l'indice d'aridité, l'évapotranspiration. À ces mesures objectives, viennent se greffer des appréciations plus empiriques, c'est par exemple la classification de Köppen qui a été conçue de façon à faire correspondre les zones climatiques et celles des biomes.
En 2014, la France est couverte par un réseau dense de plus de 5 500 stations météorologiques, en moyenne 1 station tous les 11 km, qui enregistrent des observations réelles sur le terrain, des paramètres climatiques comme la température, les précipitations, le vent ou l’humidité. Ces données sont, en général, contrôlées et validées pour limiter les biais.

### Modèles climatiques
Les modèles climatiques, qui s'appuient sur la mécanique des fluides, permettent d’estimer les variations climatiques passées et futures. Les premiers modèles globaux utilisent une grille de résolution dont le pas spatial était de 500 kilomètres environ et dès les années 1970, les grands traits des circulations atmosphériques pouvaient être décrits par des modèles numériques. Les modèles climatiques diffèrent entre eux en fonction des données climatiques fournies, de la temporalité des données spatialisées, de leur résolution et de leurs objectifs : modèle Aurelhy (Météo-France),,, le modèle ETPQ (Météo-France), le modèle Safran (Météo-France), le modèle Digitalis (AgroParisTech), le modèle Arpège (CNRM-CE),,, le modèle Arome (Météo-France) et d'autres modèles comme celui de l'Institut Pierre-Simon Laplace (IPSL),.

### Températures
Les caractéristiques climatiques sont définies au travers de normales climatiques, calculées sur 30 ans.

#### Température moyenne
| Année                         | Moyenne annuelle | Janvier | Février | Mars | Avril | Mai  | Juin | Juillet | Août | Septembre | Octobre | Novembre | Décembre |
| ----------------------------- | ---------------- | ------- | ------- | ---- | ----- | ---- | ---- | ------- | ---- | --------- | ------- | -------- | -------- |
| 2025                          |                  | 5,9     | 7,3     | 9,7  | 13,5  | 16,3 | 22,2 | 22,0    |      |           |         |          |          |
| 2024                          | 13,9             | 6,1     | 9,6     | 10,6 | 12,4  | 15,5 | 18,9 | 21,7    | 22,5 | 17,2      | 15,3    | 10,0     | 6,4      |
| 2023                          | 14,4             | 6,3     | 6,9     | 10,2 | 11,8  | 16,2 | 21,5 | 21,9    | 22,0 | 21,1      | 16,4    | 10,1     | 8,0      |
| 2022                          | 14,5             | 5,0     | 8,1     | 9,9  | 11,8  | 17,8 | 21,2 | 23,2    | 23,7 | 18,2      | 17,2    | 10,9     | 6,7      |
| 2021                          | 12,9             | 4,9     | 8,2     | 8,9  | 10,4  | 13,8 | 20,3 | 20,7    | 20,0 | 19,3      | 13,5    | 7,9      | 6,9      |
| 2020                          | 14,1             | 7,1     | 9,3     | 9,4  | 14,1  | 16,5 | 18,6 | 21,6    | 22,6 | 19,0      | 13,0    | 10,5     | 6,9      |
| 2019                          | 13,7             | 4,6     | 8,0     | 10,1 | 11,7  | 13,9 | 20,1 | 23,0    | 21,8 | 18,5      | 15,1    | 8,8      | 8,1      |
| 2018                          | 13,9             | 8,4     | 3,5     | 8,2  | 13,8  | 16,3 | 20,1 | 23,2    | 22,3 | 19,0      | 14,4    | 9,6      | 7,7      |
| 2017                          | 13,4             | 3,1     | 8,2     | 11,0 | 11,4  | 16,5 | 21,2 | 21,7    | 21,5 | 16,4      | 14,9    | 8,2      | 5,9      |
| 2016                          | 13,1             | 7,1     | 7,3     | 8,0  | 11,1  | 15,0 | 18,7 | 21,3    | 21,5 | 19,7      | 12,6    | 8,8      | 5,6      |
| 2015                          | 13,6             | 5,6     | 4,9     | 9,1  | 12,6  | 15,5 | 19,8 | 22,8    | 21,6 | 16,4      | 12,7    | 11,2     | 9,5      |
| 2014                          | 13,8             | 7,6     | 7,9     | 9,8  | 13,0  | 14,7 | 19,6 | 20,6    | 19,1 | 18,9      | 15,9    | 11,3     | 6,3      |
| ↓ Normales climatiques (°C) ↓ |                  |         |         |      |       |      |      |         |      |           |         |          |          |
| 1991-2020                     | 13,0             | 5,4     | 6,1     | 9,1  | 11,8  | 15,4 | 18,9 | 21,1    | 21,1 | 17,5      | 13,7    | 9,0      | 6,1      |
| 1981-2010                     | 12,6             | 5,0     | 5,7     | 8,7  | 11,1  | 15,0 | 18,3 | 20,8    | 20,6 | 17,3      | 13,5    | 8,5      | 5,6      |
| 1971-2000                     | 12,2             |         |         |      |       |      |      |         |      |           |         |          |          |
| 1961-1990                     | 11,8             |         |         |      |       |      |      |         |      |           |         |          |          |
| 1951-1980                     | 11,6             |         |         |      |       |      |      |         |      |           |         |          |          |

#### France métropolitaine

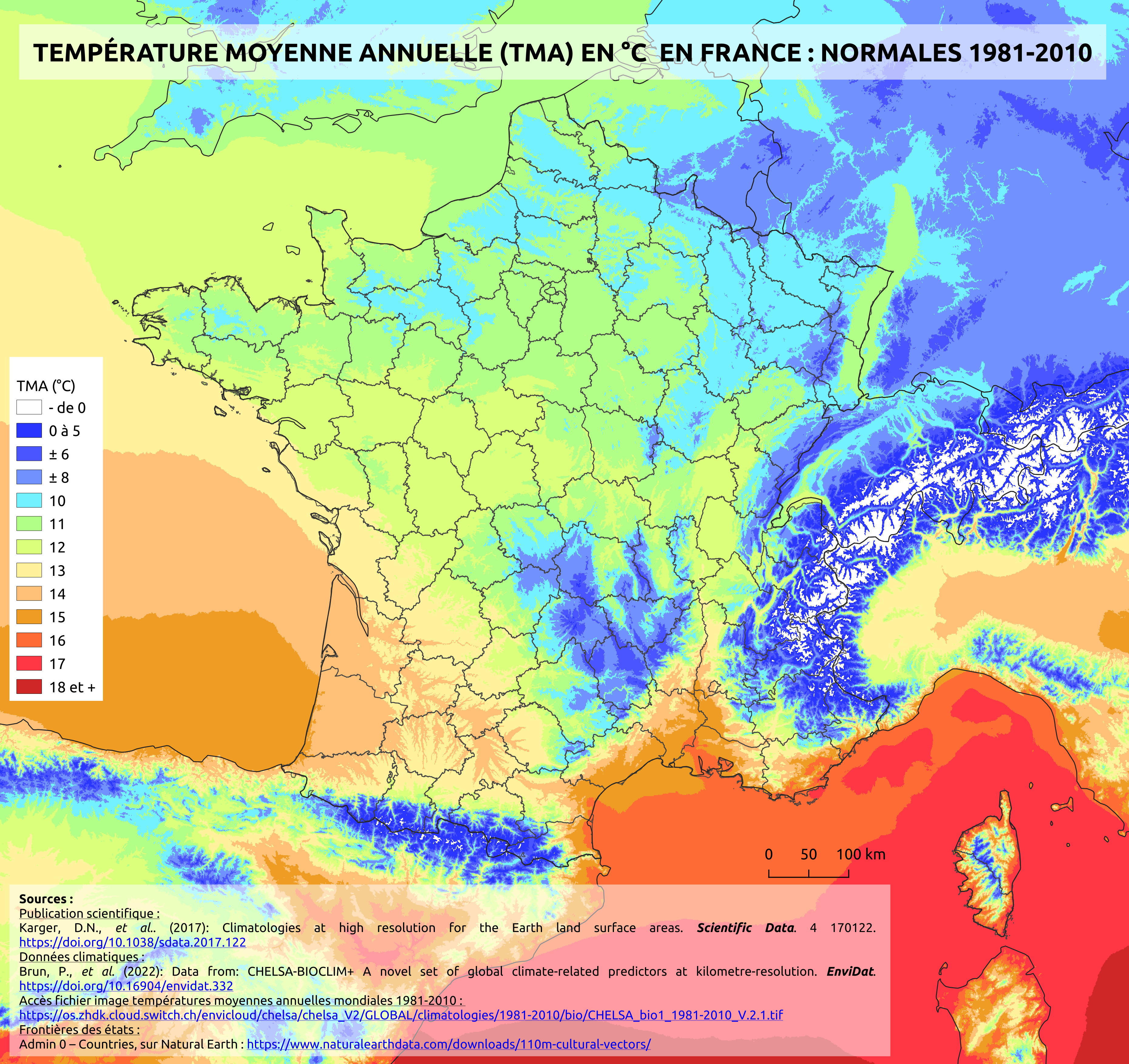
Température moyenne annuelle, normale 1981-2010

Concernant les températures, une évolution à la hausse est constatée sur le territoire métropolitain. Le réchauffement est compris entre +0,19 °C et +0,40 °C par décennie pour la température minimale (Tn) et entre +0,22 °C et +0,45 °C par décennie pour la température maximale (Tx) pour la France métropolitaine. Ces tendances sont toutes significatives, statistiquement parlant, et sont associées à une incertitude d’environ ±0,1 °C par décennie. En moyenne, sur l’ensemble des séries disponibles, le réchauffement est de +0,29 °C par décennie pour Tn et de +0,32 °C par décennie pour Tx. Néanmoins, cette différence de tendance entre Tn et Tx (0,03 °C) n’est pas significative.
La température moyenne (Tm) est définie comme la moyenne des températures minimales et maximales. Les séries de Tm montrent des tendances significatives, comprises entre +0,21 °C et +0,39 °C par décennie. De manière cohérente avec Tn et Tx, la tendance moyenne est de +0,31 °C par décennie et il n’y a pas de contraste spatial significatif entre les différentes régions.
La carte ci-contre présente les normales de températures 1981-2010 spatialisées sur une grille de résolution kilométrique.

#### Outre-mer
Une tendance similaire est constatée dans les départements d'Outre-mer. En Guyane, par exemple, l’augmentation est de l’ordre de 0,24 degré par décennie sur la période 1955-2009. Le réchauffement s’accélère sur les dernières décennies. L’augmentation de la température moyenne annuelle atteint 0,34 degré par décennie sur la période 1979-2005. En Martinique, l’augmentation est de l’ordre de 0,28 degré par décennie sur la période 1965-2009. Le réchauffement atteint 0,33 degré par décennie sur la période 1979-2005.

### Précipitations

#### Caractéristiques annuelles

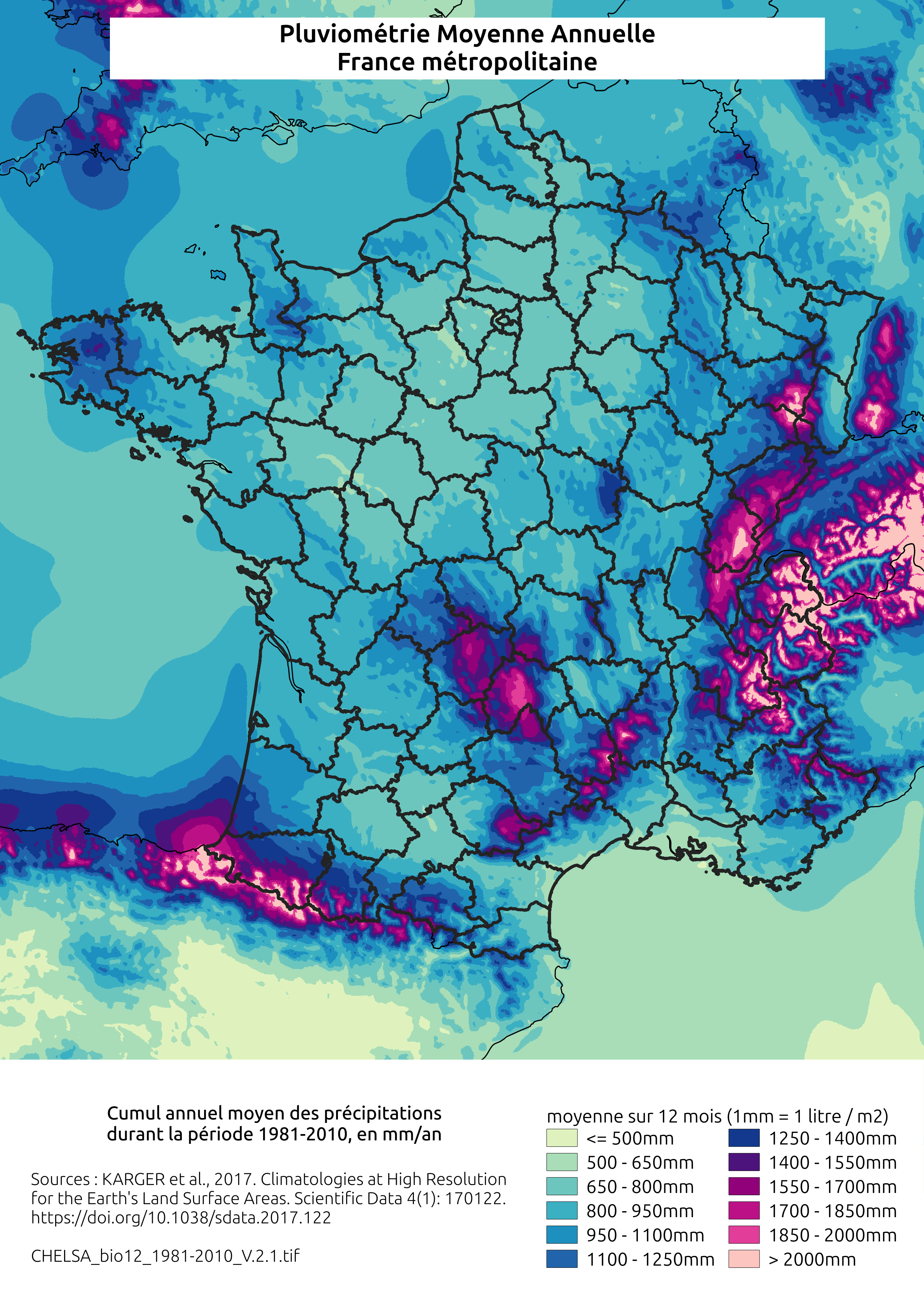
carte de la pluviométrie moyenne annuelle en France

Les normales de cumul annuel moyen de précipitations sur la France métropolitaine sont relativement stables depuis les années 1970 (932 mm sur 1971-2000, 935 mm sur 1981-2010, 935 mm sur 1991-2020). Ce constat cache néanmoins de fortes disparités saisonnières et régionales, à savoir Meteo France, Climat HDSénat, Adapter la France aux dérèglements climatiques à l'horizon 2050 :
- en hiver, il s'est produit une hausse légère des précipitations sur la moitié Nord du pays et une baisse marquée dans la moitié Sud ;

- au printemps, les pluies sont en baisse marquée sur le quart Sud-Est du pays et en augmentation marquée ailleurs (particulièrement sur le quart Nord-Est) ;

- en été, on observe une légère augmentation des précipitations sur une grande moitié Nord du pays et une baisse dans la moitié Sud, baisse qui est très accentuée sur le pourtour méditerranéen ;

- en automne, il se produit une nette augmentation des précipitations dans le Massif Central et dans l'Est et une légère baisse ailleurs, baisse plus accentuée sur le pourtour méditerranéen.

L'éventail des précipitations annuelles moyennes est très large, puisqu’il va de moins de 600 mm dans la moitié est de l'Eure-et-Loir, le delta du Rhône et la vallée de l’Aude, à plus de 2000 mm sur les monts du Cantal, au mont Aigoual et en Chartreuse. Les précipitations restent inférieures à 800 mm sur l’ensemble du Bassin parisien.

#### Pluies diluviennes en France métropolitaine
Les régions de France les plus exposées à des pluies diluviennes pouvant apporter plus de 200 mm (voire dans certaines situations beaucoup plus !) en une journée se situent en bordure de Méditerranée. Quelquefois ces quantités sont relevées en seulement quelques heures. Les départements de l'Ardèche, du Gard et de l’Hérault sont les plus exposés à des phénomènes de pluies diluviennes. En 50 ans, on dénombre plus de 50 occurrences de plus de 200 mm en 1 jour sur au moins un point de mesure du département. En d’autres termes : ce type de pluie s’y produit en moyenne au moins une fois par an. Parmi les épisodes "cévenols" les plus remarquables s’étant produits sur le Sud-est de la France, ceux qui ont enregistré plus de 200 mm par jour pendant 2 jours consécutifs se sont produits les 17 et 18 décembre 1997, 11 et 12 novembre 1996, 3 et 4 novembre 1994, 7 et 8 novembre 1982, 31 octobre et 1er novembre 1968, 24 et 25 septembre 1965, 30 et 31 octobre 1963. Ces pluies extrêmes quotidiennes sont de plus en plus intenses sur le pourtour méditerranéen. Elles sont également caractérisées par une grande variabilité d’une année sur l’autre.

### Paramètres climatiques de 30 villes
Le tableau ci-après présente les principaux paramètres climatiques pour la période 1991-2020 des 30 stations utilisées pour calculer l'indicateur thermique national.

### Records
La température la plus élevée relevée par Météo-France en France métropolitaine est de 46,0 °C mesurés à Vérargues dans l'Hérault le 28 juin 2019, ce qui place la France au sixième rang des pays européens ayant connu la température la plus élevée.
La température la plus basse relevée par Météo France en France métropolitaine est de −36,7 °C, mesurés à Mouthe dans le Doubs le 13 janvier 1968.
Les records de précipitations sont enregistrés lors d'épisodes méditerranéens, dont certains ont dépassé les 600 mm de pluie par 24 heures. Ainsi, l'aiguat de 1940 a atteint 840 mm en 24 heures, ce qui constitue le record européen d'intensité pluvieuse, et des épisodes extrêmes à plus de 600 mm par 24h ont été relevés en 1827 sur l’Ardèche, en 1900 sur le Gard, en 1982 sur les Pyrénées-Orientales, en 1993 sur la Corse, en 1999 sur les Corbières, en 2002 sur le Gard.
Le mont Aigoual (1 565 mètres d'altitude) dans le Gard détient le record de précipitations annuelles moyennes avec 2 280 mm par an et celui du cumul annuel le plus fort, soit 4 014 mm en 1913.
L'année 2022 est la plus chaude jamais enregistrée dans le pays.
En août 2023, des records sont établis dans un grand nombre de stations : 43,2 °C à Carcassonne, 42,4 °C à Toulouse, 30,4 °C au mont Aigoual.

## Aperçu météorologique
La météorologie est une science qui s'inscrit dans une échelle de temps bien plus courte que la climatologie. Elle a pour objet l'étude des phénomènes atmosphériques tels que les nuages, les précipitations ou le vent dans le but de comprendre comment ils se forment et évoluent en fonction des paramètres mesurés tels que la pression, la température et l'humidité. Un aperçu de quelques situations ou phénomènes météorologiques est donné ci-après.

### Vents
La direction et la vitesse du vent sont majoritairement imposées par les anticyclones et les dépressions. Dans l'hémisphère Nord, le vent souffle dans le sens inverse des aiguilles d'une montre autour d'une dépression et dans le sens des aiguilles d'une montre autour d'un anticyclone. Sa vitesse est proportionnelle à l'écart de pression entre deux points. Le relief peut en outre canaliser l'écoulement d'air. Des vents apparaîssent ainsi plus fréquemment dans certaines contrées et sont plus soutenus : il s'agit des vents régionaux,,.

### Nuages et précipitations

Classification des genres de nuages par altitude d'occurrence (selon les étages dans les régions de latitude moyenne).

Un nuage est en météorologie une masse visible constituée initialement d'une grande quantité de gouttelettes d’eau (parfois de cristaux de glace associés à des aérosols chimiques ou des minéraux) en suspension dans l’atmosphère au-dessus de la surface d'une planète. L’aspect d'un nuage dépend de sa nature, de sa dimension, de la lumière qu’il reçoit, ainsi que du nombre et de la répartition des particules qui le constituent. Les nuages dans l'Atlas international des nuages sont classés en dix genres illustrés dans l'image ci-contre,.
Concernant les précipitations, Météo-France en distingue trois grands types : Les épisodes de grande ampleur géographique, qui concernent un à plusieurs départements, avec des précipitations abondantes, le plus souvent de longue durée (pouvant atteindre plusieurs jours), mais sans intensité remarquable, les épisodes de grande ampleur géographique, qui concernent un à plusieurs départements, avec de très fortes intensités et les orages localisés qui peuvent, sur de courts laps de temps et sur un périmètre limité, déverser d’énormes quantités d’eau.

## Événements climatiques extrêmes

### Position de la France en termes de catastrophes
D’après une enquête publiée en 2019 par l'association allemande Germanwatch, la France se classe au 15e rang (sur 183 pays) des nations les plus exposées au monde aux phénomènes météorologiques extrêmes. L'ONG estime que près de 500 000 personnes sont mortes dans le monde sur la période 1999-2018 à la suite de l'un des 12 000 événements climatiques exceptionnels qui ont touché le globe. La France serait le huitième pays le plus exposé quant au nombre de décès pour la période 1999-2018 au regard de sa population totale, principalement en raison de plusieurs canicules mortelles : celle de 2003 (15 000 décès), 2006 (1800) et 2018 (1500). Météo France indique qu'à ce jour[Quand ?], le réchauffement climatique « n'est pas accompagné de changements notables dans la fréquence et l'intensité des tempêtes à l'échelle de la France, ni du nombre et de l'intensité des épisodes de pluies diluviennes dans le Sud-Est ». Selon le météorologue Guillaume Séchet, « à cause du réchauffement climatique, on estime que la France subira, d'ici 2100, environ 20 % d'épisodes méditerranéens en plus », avec des conséquences plus dramatiques en raison de l'imperméabilisation croissante des sols et de la pression démographique en augmentation dans les régions concernées.

### Tempêtes historiques
Plusieurs tempêtes touchent chaque année la France métropolitaine, présentant chacune des caractéristiques propres (trajectoire, dimension, vitesse de déplacement, stade de développement, etc.). Les zones touchées et les dommages occasionnés sont très variables, mais deux principaux types de tempêtes peuvent être distingués : les tempêtes « océaniques » et les tempêtes « méditerranéennes ». Les tempêtes récentes les plus remarquables sont Lothar (25 et 26 décembre 1999), Martin (27 et 28 décembre 1999), Klaus (24 janvier 2009), Xynthia (27 et 28 février 2010) et Alex (1er et 2 octobre 2020).

### Crues historiques
Depuis 1930, 17 inondations catastrophiques ont provoqué plus de 5 morts, dont 7 plus de 20 morts : 
- le 3 mars 1930, la crue du Tarn, de l'Agout et de leurs affluents inonde de nombreuses villes, particulièrement Moissac et Montauban. Ils détruisent 3 000 maisons et 9 grands ponts. Près de 200 personnes trouvent la mort, dont 130 à Moissac[121],[122] ;

- en 1940, de violentes précipitations font déborder plusieurs cours d'eau de Catalogne et inondent notamment les Pyrénées-Orientales. Plus de 300 morts sont dénombrés en Catalogne, 57 en France, dont près de la moitié à Amélie-les-Bains et ses environs[123] ;

- le 14 juillet 1987, de violents orages entraînent le débordement du Borne en Haute-Savoie, causant la mort de 23 personnes au Grand-Bornand[124] ;

- le 22 septembre 1992, l'Ouvèze déborde et inonde la ville de Vaison-la-Romaine (Vaucluse), provoquant 47 victimes dont 34 à Vaison-la-Romaine[125] ;

- en novembre 1999, plusieurs fleuves du midi méditerranéen débordent. Les inondations font 35 victimes. 438 communes sont sinistrées[126] ;

- les 8 et 9 septembre 2002, plus de 5 000 km2 (soit une surface proche de celle du département du Gard) recueillent des précipitations supérieures à 200 mm sur ces 2 jours, le maximum avoisinant 700 mm. Les inondations provoquent 24 victimes. 419 communes sont sinistrées[127] ;

- le 15 juin 2010, sur la ville de Draguignan, mais aussi près de là, à Figanières, Trans-en-Provence, Le Luc, Fréjus, Saint-Aygulf et au Muy, les ruissellements et débordements de rivières provoquent 23 victimes[128].

### Vagues de chaleur et sécheresses historiques

#### Vagues de chaleur et canicules
Trois vagues de chaleur sont recensées entre 1976 et 2003. L'été 1976 reste dans la mémoire collective comme celui de la sécheresse ayant occasionné les pires dommages agricoles, mais il s'agit avant tout d'une très importante canicule où une vingtaine de départements voient leur taux de mortalité s'élever de plus de 10 % au-dessus des normes saisonnières, soit 6 000 décès surnuméraires passés à l'époque inaperçus. La canicule de juillet 1983 dans le sud-est de la France a occasionné une surmortalité sur l'ensemble de la France de 4 700 décès. L'année 1994 a connu le deuxième été le plus chaud sur la période de 50 ans ayant précédé 2003.
Après 2003, sept canicules notables peuvent être dénombrées : 2006, 2015, 2017, 2018, 2019, 2020 et 2022. Avec trois épisodes de canicule, l’été 2022 est le plus meurtrier depuis 2003, ayant occasionné une surmortalité de 2 816 morts, contre plus de 15 000 morts en 2003,.

#### Sécheresses
La sécheresse de 1976, qualifiée par le président de l’époque Valéry Giscard d'Estaing de « calamité nationale », est une des plus importantes qu'a connue la France. Une aide aux agriculteurs de 2,2 milliards de francs est décidée. Elle est financée en partie par un exceptionnel impôt sécheresse basé sur l'impôt sur le revenu, acquitté par plus de 3 millions de contribuables, 9,5 millions de contribuables en étant exonérés. Le montant total de l'aide sécheresse est fixé à 6 milliards le 22 septembre 1976, dont 90 % pour les éleveurs, selon une répartition départementale.
La sécheresse de 2022 est également qualifiée d'historique. L’anomalie de température a atteint +3,8 °C sur les mois de mai, juin, juillet et août par rapport à la période 1960-1990. Juillet 2022 a été le deuxième mois le plus sec jamais enregistré en France, après mars 1961, avec un déficit de précipitations d'environ 84 % par rapport aux normales de la période 1991-2020. Au 4 août 2022, 62 départements, principalement dans les moitiés ouest et sud du pays, sont au niveau d'alerte maximum « crise » sécheresse, avec d'importantes restrictions en matière de prélèvement d'eau,.

## Changement climatique

Écart à la normale climatique 1961-1990 de la température moyenne en France métropolitaine sur la période 1900-2022.

La température moyenne de la France métropolitaine est en 2022 de 14,5 °C, la plus élevée jamais enregistrée. Elle est supérieure de 1,66 °C par rapport aux températures mesurées entre 1900 et 1930. 1,63 °C serait à attribuer uniquement à l’activité humaine. L’analyse de données de températures plus précises entre 2010 et 2019, montre que sur cette courte période, la France se réchauffe de 0,1 °C tous les 3 ans. Les projections climatiques produites par Météo-France en 2021 prévoient une hausse des températures de 2,2 degrés en France en 2100 sur la base du scénario intermédiaire RCP 4-5 du sixième rapport d'évaluation du GIEC. Cependant, selon une étude publiée en octobre 2022 par plusieurs institutions scientifiques, dont le Centre national de la recherche scientifique (CNRS) et Météo-France, l’élévation de température en France pourrait atteindre 3,8 degrés en 2100 sur la base de ce scénario, à savoir jusqu'à 50 % plus intense au cours du siècle que ce que montraient les précédentes estimations.
Les impacts de ce réchauffement sont d'ores et déjà visibles et vont s'accentuer, qu'ils soient environnementaux (érosion du littoral et inondations, migration ou disparition d'espèces, augmentations des espèces invasives, adaptation, migration ou disparition d'espèces marines ou de mangroves), sociétaux (modèle agricole fortement menacé, îlots de chaleurs dans certaines villes), sanitaires (alimentation en eau potable, nouveaux risques comme le chikungunya ou la dengue) ou économiques (reconversion de certaines stations de sports d'hiver).

## Politique climatique de la France
Pour respecter les deux objectifs de l'accord de Paris sur le climat (réchauffement bien en dessous de 2 °C et de préférence limité à 1,5 °C), une réduction forte et immédiate des émissions de CO2 est indispensable, jusqu'à atteindre la neutralité carbone en 2050, seule à même de stopper le réchauffement. Diminuer les émissions des autres gaz à effet de serre, en particulier le méthane, est également pertinent. Pour répondre à cet objectif, la France, à travers sa politique climatique, déploie différentes stratégies d'atténuation et d'adaptation), avec des objectifs spécifiques comme la réduction des émissions de gaz à effet de serre de 50 % entre 1990 et 2030 (20 % en 2019) ou la réduction de la consommation énergétique finale de 50 % en 2050 par rapport à la référence 2012 en visant un objectif intermédiaire de 20 % en 2030.